# Palazzo della Cassa di Risparmio (Bologna)

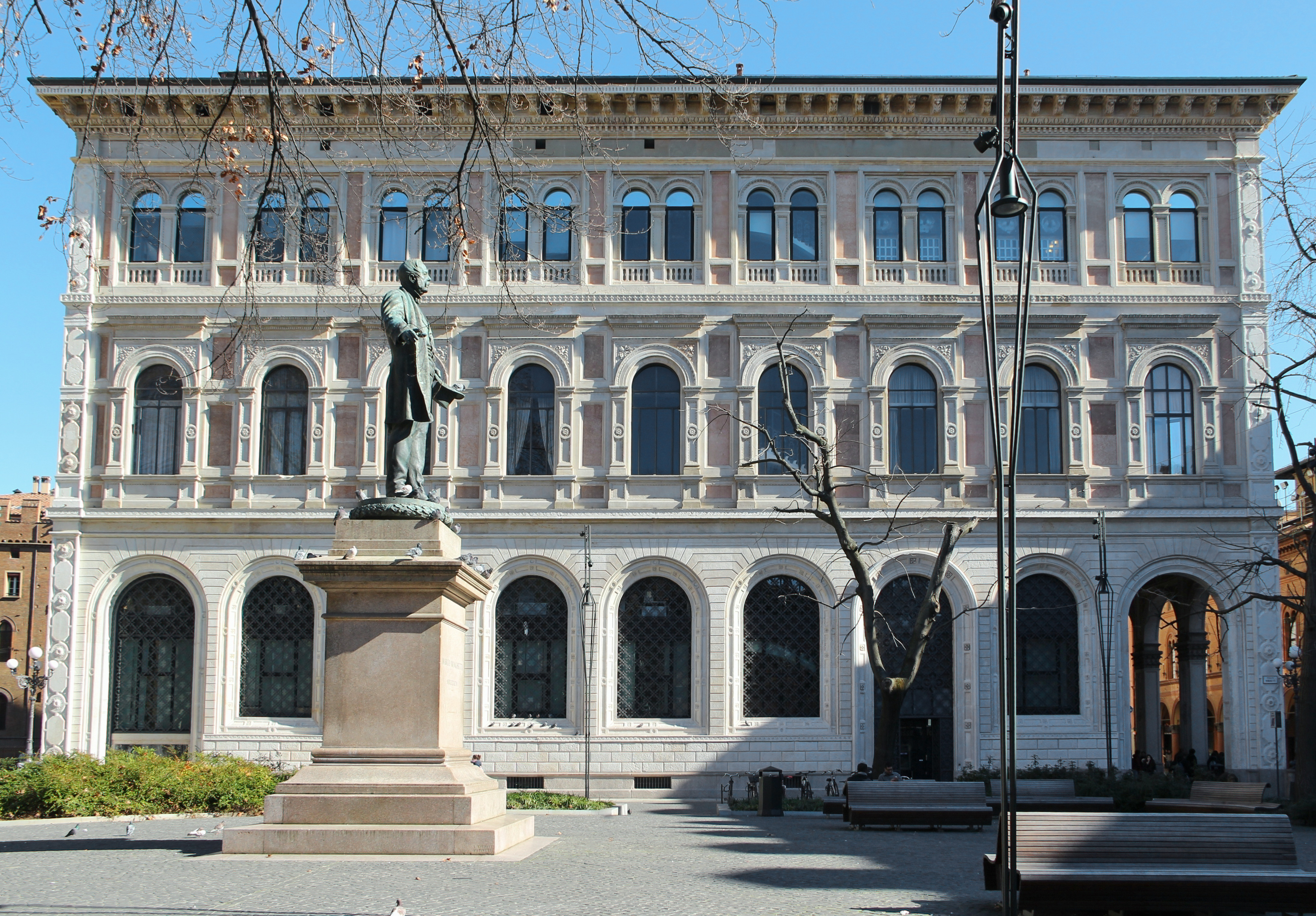
Palazzo della Cassa di Risparmio in Bologna

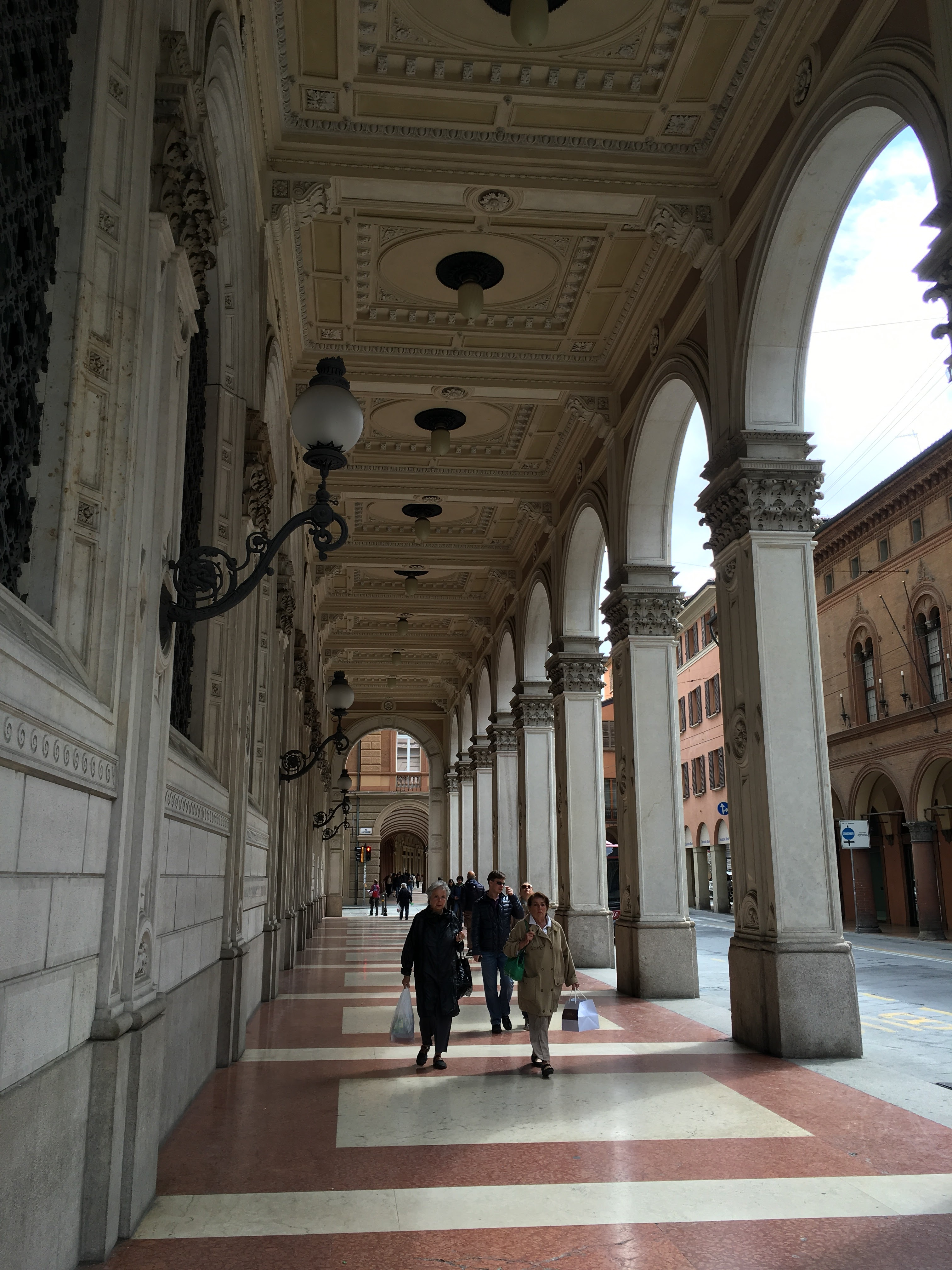
Vorhalle des Palastes

Der Palazzo della Cassa di Risparmio ist ein Palast im Zentrum von Bologna in der italienischen Region Emilia-Romagna. Der Palast zwischen der Via Farina und der Piazza Minghetti wurde Ende des 19. Jahrhunderts von Giuseppe Mengoni als zentraler Sitz der Sparkasse von Bologna entworfen.

## Geschichte und Architektur
Der Palast wurde zwischen 1868 und 1873 in eklektischem Stil errichtet. Über die Zeit wurde er mehrfach umgebaut, zuletzt hat um 1950 der Innenhof eine Abdeckung erhalten, um ihn in einen Saal für Büro- und Repräsentationszwecke der Sparkasse umzuwandeln.
Auf dem Gelände, auf dem der Palast heute steht, gab es vor dem Bau bereits Gebäude, davon einige aus gotischer Zeit, die abgerissen wurden, um Platz für den Palast selbst, den Palazzo delle Poste und die Piazza Minghetti zu schaffen.
Bemerkenswert an dem Palast sind die Vorhalle an der äußeren Fassade mit interessanten Metalllampen, die heute noch in Gebrauch sind, die malerische Treppe, die mit Marmorornamenten der Künstler Marzocchi, Vespignani und Galassi verziert ist, und die Marmorvasen von Ferdinando Armadori. Im Inneren des Gebäudes zeigt der Versammlungssaal, Sala dei Cento genannt, eine Ausschmückung mit Fresken von Luigi Samoggia und Möbel, die von Carlo Fraboni entworfen und mit Intarsien versehen wurden.